# Турмаево
Турмаево (баш. Тормай) — село в Стерлибашевском районе Башкортостана, входит в состав Янгурчинского сельсовета.

## Географическое положение
Расстояние до:
- районного центра (Стерлибашево): 15 км,
- центра сельсовета (Янгурча): 4 км,
- ближайшей ж/д станции (Стерлитамак): 69 км.

## История
В «Списке населенных мест по сведениям 1870 года», изданном в 1877 году, населённый пункт упомянут как деревня Кайраклыбаш (Турмаева) 4-го стана Стерлитамакского уезда Уфимской губернии. Располагалась при речке Кайракле, в 53 верстах от уездного города Стерлитамака и в 10 верстах от становой квартиры в селе Васильевское (Бондаревка). В деревне, в 43 дворах жили 266 человек (133 мужчины и 133 женщины, татары, башкиры), была мечеть. Жители занимались земледелием, скотоводством.
До 2005 года — административный центр Турмаевского сельсовета
Закон «О внесении изменений в административно-территориальное устройство Республики Башкортостан в связи с образованием, объединением, упразднением и изменением статуса населенных пунктов, переносом административных центров» от 20 июля 2005 года, N 211-з гласил:

10. Перенести административные центры следующих сельсоветов:
7) Турмаевского сельсовета Стерлибашевского района из села Турмаево в село Тятербаш;

До 2008 года село входило в состав Турмаевского сельсовета.

## Население
| 2002 | 2009 | 2010 |
| ---- | ---- | ---- |
| 434  | ↘394 | ↘378 |

Согласно переписи 2002 года, преобладающая национальность — татары (82 %).

## Религия
В селе есть мечеть.